# NGC 2717
NGC 2717 is een elliptisch sterrenstelsel in het sterrenbeeld Kompas. Het hemelobject werd op 20 maart 1835 ontdekt door de Britse astronoom John Herschel.

## Synoniemen
- ESO 496-21
- MCG -4-21-15
- AM 0854-242
- PGC 25146